# Municipio de Francisco I. Madero (Coahuila)
El municipio de Francisco I. Madero es uno de los 38 municipios que conforman el estado mexicano de Coahuila de Zaragoza. Se encuentra ubicado en la Comarca Lagunera, cercano a la ciudad de Torreón. Su cabecera es la ciudad de Francisco I. Madero.

## Geografía
Francisco I. Madero está ubicado en la zona suroccidental del estado, al norte de la Comarca Lagunera y en el Bolsón de Mapimí, el municipio limita al norte con el municipio de Sierra Mojada, al este con el municipio de San Pedro, al sur con el Matamoros y al este con los municipios de Tlahualilo, Mapimí y Gómez Palacio del estado de Durango.
Su extensión territorial es de 4,933.9 km², los cuales representan el 3.26% de la superficie total del estado de Coahuila y a una altitud promedio de 1,100 metros sobre el nivel del mar.

### Orografía e hidrografía
La mayor parte del territorio del municipio de Francisco I. Madero es llano, como el Bolsón de Mapimí, sin embargo es atravesado en sentido norte-sur, desde el centro del municipio hasta extenderse al vecino de Sierra Mojada por la Sierra del Rey, que es el principal accidente orográfico del territorio.
Por ubicarse en una zona predominantemente desértica, no hay corrientes de agua de importancia en el territorio municipal, existen en el extremo norte varios vasos lacustres formados en cuencas endorreicas que se encuentran secos la mayor parte del tiempo, captando agua sólo en época de lluvias, el municipio cuenta en su extremo sur con un sistema de riego mediante canales que conducen agua proveniente de la Presa Lázaro Cárdenas formada por el río Nazas que ha permitido la explotación agrícola de la región.
Hidrológicamente el municipio pertenece a dos diferentes cuencas y regiones hidrológicas, la zona sur integra la Región hidrológica Nazas-Aguanaval y la Cuenca Río Nazas-Torreón y la zona norte forma parte de la Región hidrológica Mapimí y de la Cuenca Laguna del Rey, esta última región y cuenca son de naturaleza endorreica o cerrada, como la mayor parte de las del norte de México.

### Clima y ecosistemas
El clima del municipio es considerado extremoso, con altas temperaturas en los meses de verano y muy bajas en los de invierno, en los que se producen frencuente heladas e incluso precipitaciones en forma de nieve, el clima del municipio es clasificado en la mayor parte del territorio como Muy seco semicálido, a excepción de dos sectores, uno al este en los límites con San Pedro y otro al este en los límites con Durango en que el clima está catalogado como Seco templado. La temperatura promedio anual en una franja central en sentido norte sur que registra una fluctuación entre 18 y 20 °C y el resto del territorio es que es superior a los 20 °C, la precipitación pluvial es de las menores que se registran en México, por estar en una zona desértica, la precipitación media anual en algunas zonas es de 200 a 300 mm, y en las zonas restantes es inferior a los 200 mm, siendo esta último el rango más bajo registrado en el estado de Coahuila.
La flora autóctona es la típica del Desierto de Chihuahua y el Bolsón de Mapimí, formada principalmente por plantas cactáceas, gobernadora, biznaga y mezquite, consideradas todas como parte del matorral desértico, excepto en el extremo sur del municipio, donde gracias a las obras hidráulicas de riego se realiza una extensa actividad agrícola de riego, existiendo entre ambas zonas una de transición de pastizal.

## Demografía
Debido a la bonanza producida por el desarrollo agropecuaria de la región, el municipio de Francisco I. Madero ha captado una importante población, que según el Conteo de Población y Vivienda de 2005 llevado a cabo por el Instituto Nacional de Estadística y Geografía es de un total de 51,528 habitantes, de estos 25,566 son hombres y 25,952 son mujeres.

### Localidades
En el Censo de 2020 el municipio de Francisco I. Madero contaba con 102 localidades.
| Código INEGI      | Localidad             | Población (2020) |
| ----------------- | --------------------- | ---------------- |
| 050090001         | Francisco I. Madero   | 32 704           |
| 050090025         | Hidalgo               | 2 779            |
| 050090053         | Seis de Octubre       | 2 016            |
| 050090028         | Lequeitio             | 1 557            |
| 050090023         | La Florida            | 1 445            |
| 050090062         | Las Virginias         | 1 425            |
| 050090036         | Nuevo León            | 1 385            |
| 050090039         | El Porvenir de Arriba | 1 327            |
| 050090010         | Buenavista de Arriba  | 1 106            |
| 050090038         | La Pinta              | 1 027            |
| 050090026         | Jaboncillo            | 1 025            |
| Otras localidades | Otras localidades     | 11 239           |
| Total municipal   | Total municipal       | 59035            |

## Infraestructura

### Carreteras
- Carretera Federal 30

La principal vía de comunicación carretera de Francisco I. Madero es la Carretera Federal 30, esta, que en todo su recorrido por el municipio es una autopista de cuatro carriles, dos por cada sentido de circulación, lo comunica hacia al suroeste con Torreón y el centro de la región laguna y al oeste con San Pedro de las Colonias como poblaciones inmediatas y luego al centro del estado y la región carbonífera, además de ella parten numerosas carreteras y caminos menos que enlazan a ejidos y pequeñas poblaciones que de la zona sur del municipio, dedicadas a la agricultura, que es la principal actividad de la región.
Hacia el norte y desde Francisco I. Madero se encuentra una carretera estatal que comunica al municipio con las poblaciones del desierto como Laguna del Rey y Sierra Mojada.

## Política
El municipio de Francisco I. Madero fue creado por decreto del Congreso de Coahuila el día 30 de noviembre de 1936, con territorio correspondiente hasta entonces a los municipios de San Pedro y Matamoros. Su gobierno le corresponde al Ayuntamiento el cual es formado por el presidente municipal, un síndico de Mayoría y otro de Minoría así como un cabildo integrado por ocho regidores, todos son electos para un periodo de cuatro años no renovable para el periodo inmediato pero si de manera intercalada.
El Ayuntamiento entra a ejercer su cargo el día 1 de enero del año siguiente en que tuvo verificativo el proceso electoral.

### Representación legislativa
Para la elección de diputados, tanto locales al Congreso de Coahuila como federales a la Cámara de Diputados de México, el municipio de Francisco I. Madero se encuentra integrado dentro de los siguientes distritos electorales:
Local:
- XIII Distrito Electoral Local de Coahuila con cabecera en San Pedro de las Colonias.[14]

Federal:
- II Distrito Electoral Federal de Coahuila con cabecera en San Pedro de las Colonias.[15]